# Communauté de communes de l'Atrébatie
La communauté de communes de l'Atrébatie était une communauté de communes française, située dans le département du Pas-de-Calais et la région Nord-Pas-de-Calais, arrondissement d'Arras.
Elle a fusionné avec d'autres intercommunalités pour former, le 1er janvier 2017, la communauté de communes des Campagnes de l'Artois

## Histoire
Dans le cadre des dispositions de la loi portant nouvelle organisation territoriale de la République (Loi NOTRe), promulguée le 7 août 2015, qui prévoit que les établissements publics de coopération intercommunale (EPCI) à fiscalité propre doivent avoir un minimum de 15 000 habitants, elle a fusionné avec une partie de la Communauté de communes La Porte des Vallées et une partie de la Communauté de communes des Deux Sources pour former, le 1er janvier 2017 la Communauté de communes des campagnes de l’Artois. 

## Territoire communautaire

### Composition
La communauté de communes était composée en 2016 des 27 communes suivantes :
| Nom                     | Code Insee | Gentilé              | Superficie (km2) | Population (dernière pop. légale) | Densité (hab./km2) |
| ----------------------- | ---------- | -------------------- | ---------------- | --------------------------------- | ------------------ |
| Tincques (siège)        | 62820      | Tincquois            | 10,68            | 848 (2014)                        | 79                 |
| Agnières                | 62012      | Agnièrois            | 3,25             | 249 (2014)                        | 77                 |
| Ambrines                | 62027      | Ambrinois            | 4,68             | 260 (2014)                        | 56                 |
| Aubigny-en-Artois       | 62045      | Aubinois             | 6,27             | 1 430 (2014)                      | 228                |
| Avesnes-le-Comte        | 62063      | Avesnois             | 9,38             | 2 006 (2014)                      | 214                |
| Bailleul-aux-Cornailles | 62070      | Bailleulois          | 6,82             | 269 (2014)                        | 39                 |
| Berles-Monchel          | 62113      | Berlois              | 8,33             | 494 (2014)                        | 59                 |
| Béthonsart              | 62118      | Béthonsartois        | 4,21             | 155 (2014)                        | 37                 |
| Camblain-l'Abbé         | 62199      | Camblinois           | 5,61             | 638 (2014)                        | 114                |
| Cambligneul             | 62198      | Cambligneulois       | 4,69             | 340 (2014)                        | 72                 |
| Capelle-Fermont         | 62211      | Capellois-Fermontois | 2,96             | 210 (2014)                        | 71                 |
| Chelers                 | 62221      | Chelerois            | 8,04             | 272 (2014)                        | 34                 |
| Frévillers              | 62362      | Frévillerois         | 5,07             | 252 (2014)                        | 50                 |
| Frévin-Capelle          | 62363      | Frévinois            | 3,59             | 364 (2014)                        | 101                |
| Hermaville              | 62438      | Hermavillois         | 6,32             | 550 (2014)                        | 87                 |
| Izel-lès-Hameau         | 62477      | Izelois              | 8,51             | 698 (2013)                        | 82                 |
| Magnicourt-en-Comte     | 62536      | Magnicourtois        | 9,86             | 629 (2014)                        | 64                 |
| Maizières               | 62542      | Maiziérois           | 6,86             | 176 (2014)                        | 26                 |
| Manin                   | 62544      | Maninois             | 4,07             | 197 (2014)                        | 48                 |
| Mingoval                | 62574      | Mingovalois          | 3,79             | 228 (2014)                        | 60                 |
| Noyelle-Vion            | 62630      | Noyellois            | 5,36             | 284 (2014)                        | 53                 |
| Penin                   | 62651      | Peninois             | 9,14             | 475 (2014)                        | 52                 |
| Savy-Berlette           | 62785      | Savinois             | 7,49             | 952 (2014)                        | 127                |
| Tilloy-lès-Hermaville   | 62816      | Tilloysiens          | 2,87             | 226 (2014)                        | 79                 |
| Villers-Brûlin          | 62856      | Villers-Brûlinois    | 3,81             | 321 (2014)                        | 84                 |
| Villers-Châtel          | 62857      | Villers-Châtellois   | 3,17             | 142 (2014)                        | 45                 |
| Villers-Sir-Simon       | 62860      | Villerois            | 2,47             | 120 (2014)                        | 49                 |

### Démographie
| 1968  | 1975  | 1982   | 1990   | 1999   | 2009   | 2014   |
| ----- | ----- | ------ | ------ | ------ | ------ | ------ |
| 9 782 | 9 705 | 10 756 | 11 715 | 11 755 | 12 575 | 12 793 |

## Administration

### Sièges
Le siège de la communauté était fixé à Tincques

### Élus
La communauté de communes était administrée par son Conseil communautaire, composé de conseillers municipaux représentant les 50 communes membres.
Le Conseil communautaire du 17 avril 2014 a réélu son président, Pierre Guillemant, maire de Magnicourt-en-Comte, ainsi que ses cinq vice-présidents, qui sont : 
1. Henri Debeaumont, élu de Camblain-l’Abbé, chargé de l’aménagement de l’espace ;
2. Xavier Normand, maire de Villers-Sir-Simon ;
3. Maurice Soyez, maire de Bailleul-aux-Cornailles, chargé de l’eau, de l’assainissement et des déchets ;
4. Christian Hutin, élu d'Aubigny-en-Artois, chargé du patrimoine ;
5. Françoise Détourné, élue de Tincques, chargée de l’animation et des services à la personne[4].

Ensemble, ils formaient le bureau de l'intercommunalité pour le mandat 2014-2016.

### Présidents
| Période                                  | Période       | Identité          | Étiquette | Qualité                                |
| ---------------------------------------- | ------------- | ----------------- | --------- | -------------------------------------- |
| Les données manquantes sont à compléter. |               |                   |           |                                        |
| 2001                                     | décembre 2016 | Pierre Guillemant |           | Maire de Magnicourt-en-Comte (1983 → ) |

### Compétences
L'intercommunalité exerçait des compétences qui lui avaient été déléguées par l'ensemble des communes qui la composaient.

### Régime fiscal et budget
La Communauté de communes était un établissement public de coopération intercommunale à fiscalité propre.
Afin de financer l'exercice de ses compétences, l'intercommunalité percevait la fiscalité professionnelle unique (FPU) – qui a succédé à la taxe professionnelle unique (TPU) – et assure une péréquation de ressources entre les communes résidentielles et celles dotées de zones d'activité.
Elle percevait également une taxe d'enlèvement des ordures ménagères (TEOM), qui finance le fonctionnement de ce service public.

## Projets et réalisation

### Ville internet
En 2007 la communauté de communes de l'Atrébatie a reçu le label Ville Internet, mention "@@" (double arobase), puis en 2010, la mention "@@@" (triple arobase).

## Pour approfondir